# (2446) Lunacharsky
(2446) Lunacharsky (1971 TS2; 1960 RB; 1970 FB; 1973 AU3; 1975 XN1; 1977 DE3) ist ein ungefähr 13 Kilometer großer Asteroid des inneren Hauptgürtels, der am 14. Oktober 1971 von der russischen (damals: Sowjetunion) Astronomin Ljudmila Iwanowna Tschernych am Krim-Observatorium (Zweigstelle Nautschnyj) auf der Halbinsel Krim (IAU-Code 095) entdeckt wurde.

## Benennung
(2446) Lunacharsky wurde nach dem sowjetischen Politiker und Autor Anatoli Wassiljewitsch Lunatscharski (1875–1933) benannt.